# Спекулас
Спекулас или шпекулас (енг. Speculaas) је врста танког и зачињеног кекса. Традиционално се прави на дан или уочи празника Св. Николе у Холандији (5. Децембар), Белгији (6. децембар), Луксембургу (6. децембра) и око Божића у Немачкој и Аустрији. Овај кекс је веома танак, хрскав и често има утиснуте шаре које су повезане са овим празницима. Спекулас кекс се прави и у Индонезији који се такође послужује за Божић, али и за друге празнике.

## Састав кекса
Тесто за овај кекс не треба да се диже превише. Холандска и белгијска верзија кекса се праве са смеђим (понекад белим) шећером и прашком за пециво. За немачку верзију кекса за дизање теста се користи пекарски амонијум. Зачини који се користе за спекулас кекс су: цимет, орашчић, каранфилић, ђумбир, кардамон и бели бибер; ови зачини су били доста чести у употреби између 1600. - 1700. због Холандске источноиндијске компаније. Породични рецепти могу укључивати и друге зачине попут аниса итд. Традиционално се спекулас кекс прави од фризијског брашна и зачина. Данас се најчешће користи за прављење овог кекса бело (пшенично) брашно, смеђи шећер, маслац и зачини. Неке верзије овог кекса користе мало бадемовог брашна и имају исечене бадеме на дну.

## Етимологија
Постоји доста тумачења за назив кекса. Постоји теорија да назив потиче од латинског израза Speculum што значи огледало; ово може да се односи на дрвени печат који се утиска на тесто тако да тесто поприма шару печата. Постоји још једна теорија која је мање вероватна, а то је да назив долази од латинске речи speculator која може да значи надзирач, што упућује на епископску службу, самим тим овај термин указије на Св.Николу, који је био епископ. Постоји још једна теорија, а то је да назив долази од холандске речи Specerij, што значи зачин.

## Реферецне
1. 1 2  Ozimek, Author Sarah (2015-12-04). „Dutch Speculaas Cookies”. Curious Cuisiniere (на језику: енглески). Приступљено 2021-09-11.
2. ↑  Times, I. D. N.; Nindita, Kartika. „9 Warisan Resep Kue Zaman Penjajahan Belanda, Coba Bikin Yuk!”. IDN Times (на језику: индонежански). Приступљено 2021-09-11.
3. ↑  Ozimek, Author Sarah (2015-12-04). „Dutch Speculaas Cookies”. Curious Cuisiniere (на језику: енглески). Приступљено 2021-09-11.
4. ↑  „Speculaas: the windmill biscuit”. Biscuit people (на језику: енглески). 2014-05-07. Приступљено 2021-09-11.